# 워터파크

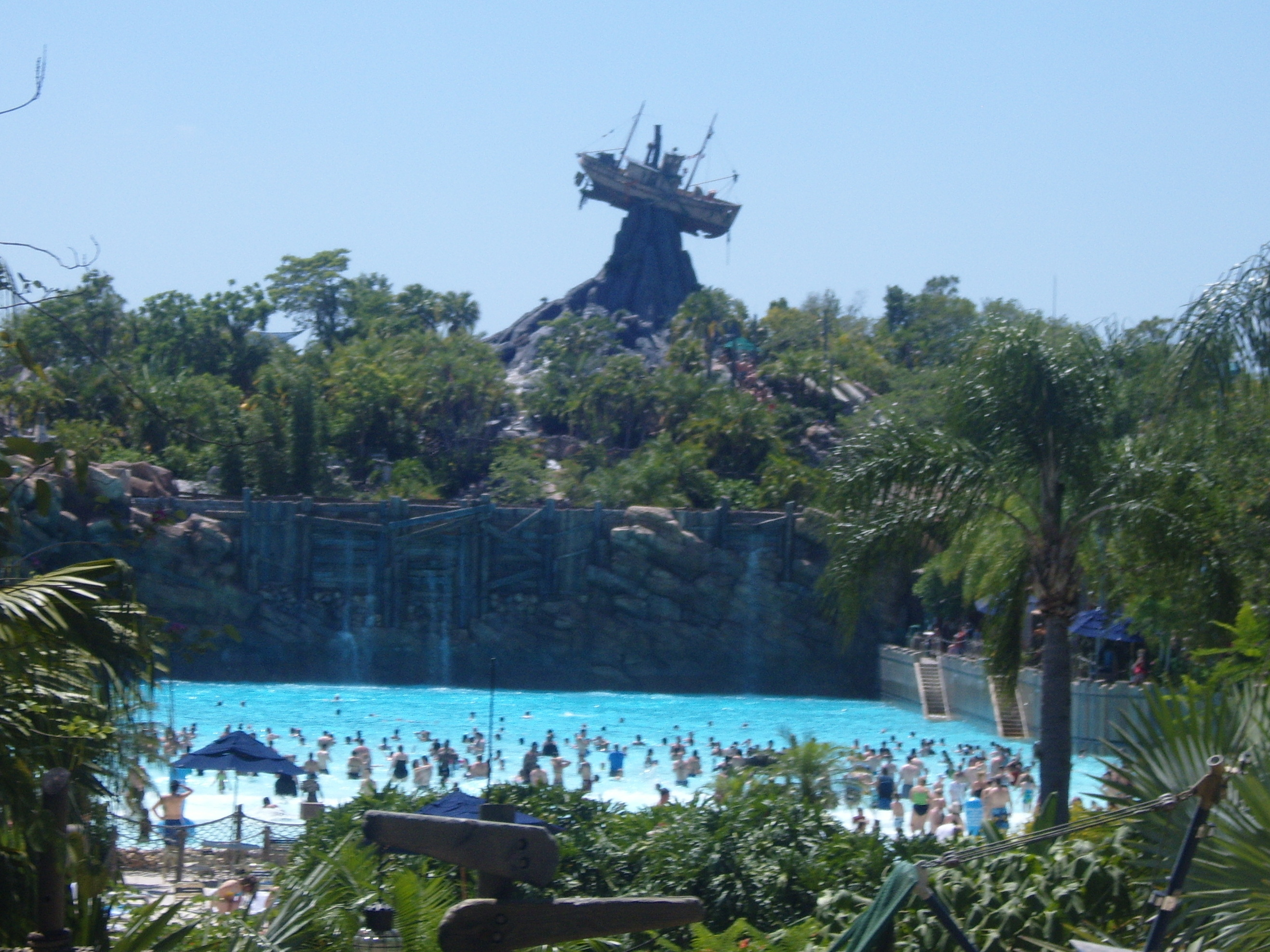
월트 디즈니 월드 리조트의 타이푼 라군은 북아메리카에서 가장 많이 방문하는 워터파크이자 세계에서 두 번째로 많이 방문하는 워터파크이다.

워터파크(영어: waterpark, water park 또는 water world), 또는 물놀이 공원은 수영장, 워터 슬라이드, 스플래시 패드, 워터 놀이터, 유수풀과 같은 물놀이 공간과 부유, 목욕, 수영 및 기타 맨발 환경을 위한 공간을 특징으로 하는 놀이공원이다. 현대 워터파크에는 파도풀 또는 플로라이더와 같은 인공 서핑 또는 보디보딩 환경이 갖춰져 있기도 하다.

## 역사

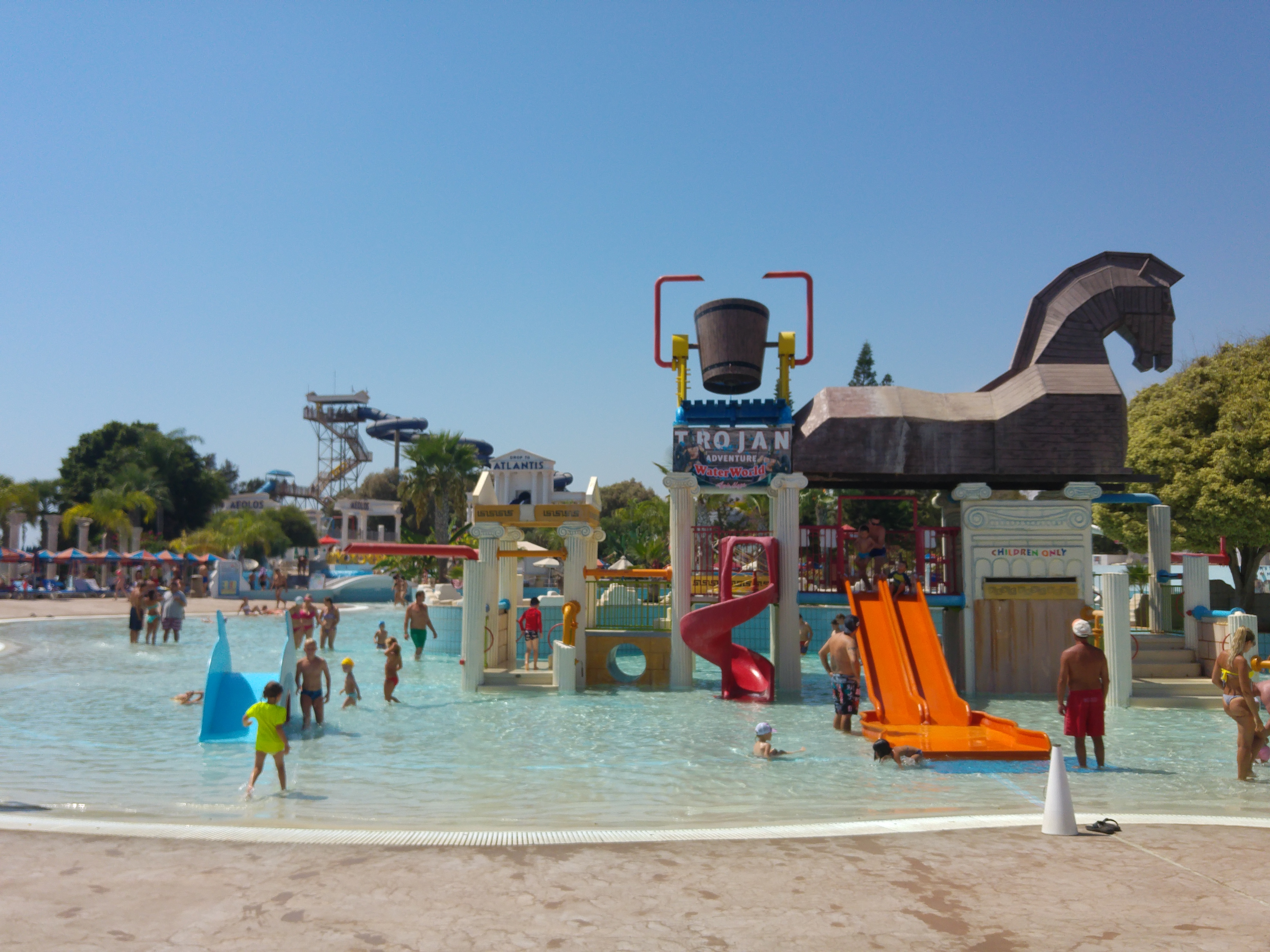
아야 나파, 키프로스의 워터월드 테마 워터파크에 있는 어린이 놀이 공간

워터파크는 1940년대 후반과 1950년대 초반의 공공 수영장에서 시작된 이래로 인기가 높아졌다. 미국은 1,000개 이상의 워터파크가 있고 매년 수십 개의 새로운 파크가 개장하면서 가장 크고 집중된 워터파크 시장을 가지고 있다. 주요 조직은 IAAPA(국제 놀이공원 및 어트랙션 협회)와 업계 무역 협회인 WWA(세계 워터파크 협회)이다.
스파에서 발전한 워터파크는 연중 내내 방문할 수 있는 리조트가 되면서 산악 리조트와 더 유사해지는 경향이 있다. 예를 들어, 스플래시 유니버스 워터 파크 리조트는 위치한 지역 사회에 맞게 테마가 지정되어 있다. 이 테마는 지역 사회의 목적지 매력을 높이기 위한 것이다. 따라서 겨울 스포츠가 여름철 물놀이의 일반적인 테마가 되면서 놀이 및 여가 산업은 더욱 집중되고 있다.
테마파크, 놀이공원, 워터파크의 하이브리드 버전에서 집중 현상을 관찰할 수 있다. 일부 워터파크는 스파 지향적이다. 예를 들어, 슈바벤켈렌에는 워터 슬라이드가 없지만, 대신 많은 사우나, 스팀룸, "어드벤처 샤워" 및 휴식 지향적인 물놀이 공간이 있다.
2000년대에는 승객을 들어 올리는 무빙워크를 도입하거나 물 분사를 사용하여 긴 대기 줄을 줄이려는 노력이 있었다.
워터파크의 특이한 특징은 아이스 스케이팅이다. 인디애나주 북서부의 딥 리버 워터파크는 거대한 광장 아래에 설치된 냉각 파이프 덕분에 아이스 스케이팅이 가능하다.

## 실내 워터파크

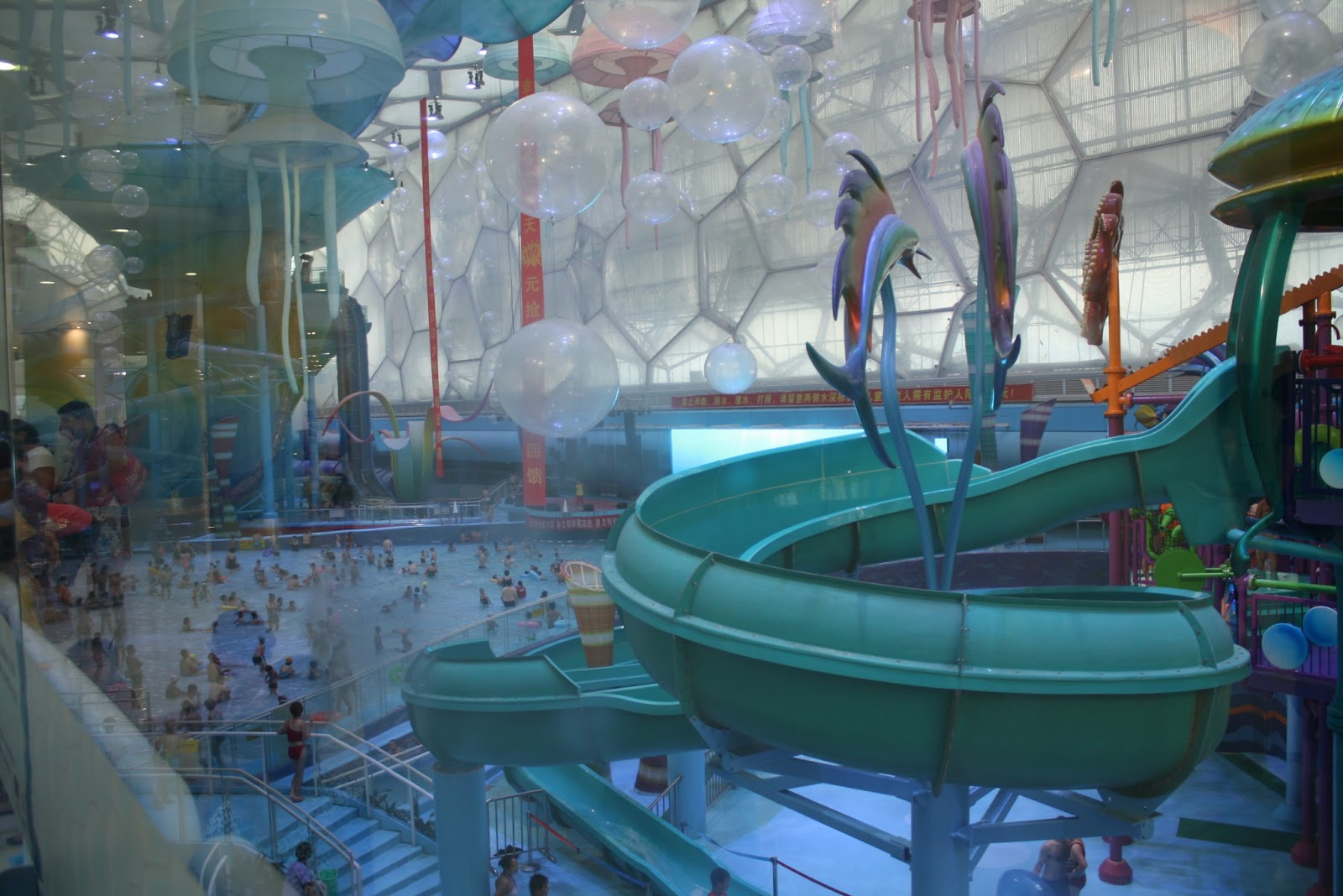
중국의 현대식 실내 워터파크

최초의 실내 워터파크로는 Duinrell의 Tikibad(네덜란드, 1984), 아그노에 위치한 노틸랜드(프랑스, 1984), 제이볼더에 위치한 센터 파크스 드 엠호프의 아쿠아 문도(네덜란드, 1980), Alpamare (Pfäffikon)(스위스, 1977) 등이 있다.
1986년 월드 워터파크는 캐나다 앨버타주 에드먼턴의 웨스트 에드먼턴 몰에 개장했다. 2016년 기준으로 북아메리카에서 가장 큰 실내 워터파크이다.
독일의 트로피컬 아일랜즈는 면적 66,000 m2 (710,418 ft2)으로 2016년 기준으로 세계에서 가장 큰 실내 워터파크이다.
5개의 실내 워터파크를 보유한 위스콘신 델스는 "워터파크의 수도"로 불린다. 이곳에는 노아의 방주 워터파크와 같은 미국의 여러 가장 큰 실내 및 실외 워터파크가 있다. 위스콘신 델스는 또한 1994년 폴리네시안 리조트 호텔에서 처음 선보인 미국 최초의 실내 워터파크가 있는 곳이다.
관광 시즌을 연장하고 워터파크 리조트를 휴가지로 전환하는 데 성공하면서 산업은 엄청난 성장을 이루었다. 일반적으로 대규모 실내 워터파크를 갖춘 리조트 호텔은 숙박객을 위해 예약되어 있었다. 그레이트 울프 리조트/그레이트 울프 롯지 및 칼라하리 리조트와 같은 회사들은 위스콘신 델스에서의 시작을 넘어 전국에 새로운 지점을 열었다. 마운트 올림푸스 테마 및 워터파크(이전 패밀리 랜드)는 델스에 있는 또 다른 거대한 워터파크이다.
영국에서 가장 큰 실내 워터파크는 1986년에 개장한 블랙풀의 샌드캐슬 워터파크이다.
긴 시즌에 적합한 기후를 가진 남부 유럽에는 많은 워터파크가 있다. 예를 들어, 포르투갈의 알가르브 지방에는 아쿠아랜드, 아쿠아쇼, 슬라이드 앤 스플래시 세 개의 주요 공원이 있다.

## 물놀이 공간
물놀이 공간은 워터파크와 유사하며, 많은 호텔과 공공 수영장에 있는 도시 해변, 스플래시 패드, 작은 워터 슬라이드 모음을 포함한다.
예를 들어, 토론토의 첼시 호텔에는 코르크스크류(Corkscrew)라는 4층 높이의 워터 슬라이드가 있다.

## 안전
미국 소비자 제품 안전 위원회의 추정치에 따르면, 매년 4,200명 이상의 사람들이 공공 워터슬라이드에서 부상을 입어 응급실로 실려간다. 2015년 7월, 미국 워터파크에서 1명의 익사자와 최소 3명의 준익사자가 보고되었다.
2016년 8월 7일, 미국 정치인 스캇 슈왑의 10세 아들 케일럽 슈왑은 캔자스시티 캔자스에 있는 슐리터반 워터파크의 베루크트 워터 라이드에서 참수되었다. 이 치명적인 사고 이후 베루크트는 영구 폐쇄되었다.

## 갤러리

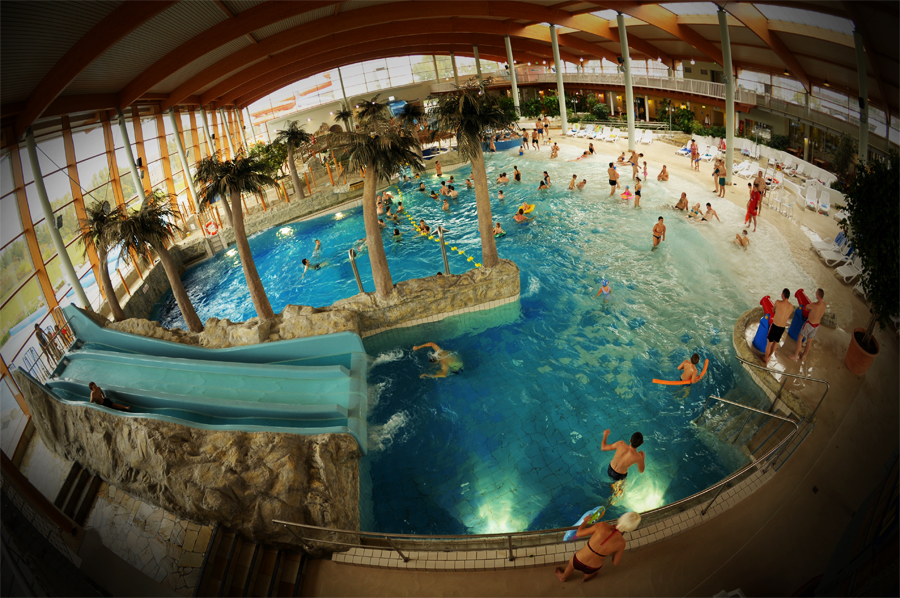
브로츠와프의 브로츠와프 아쿠아파크
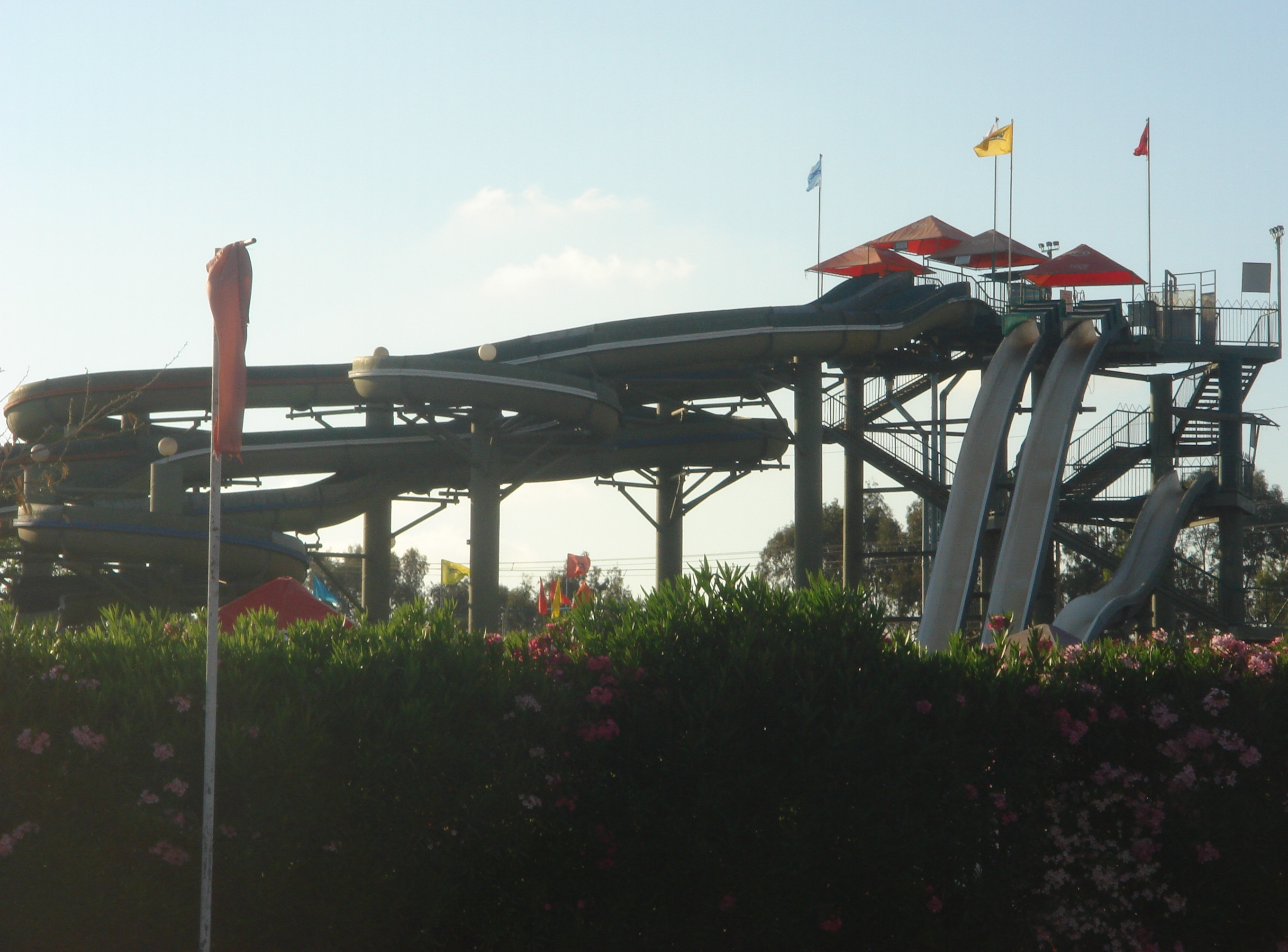
텔아비브 근처의 메이마디온
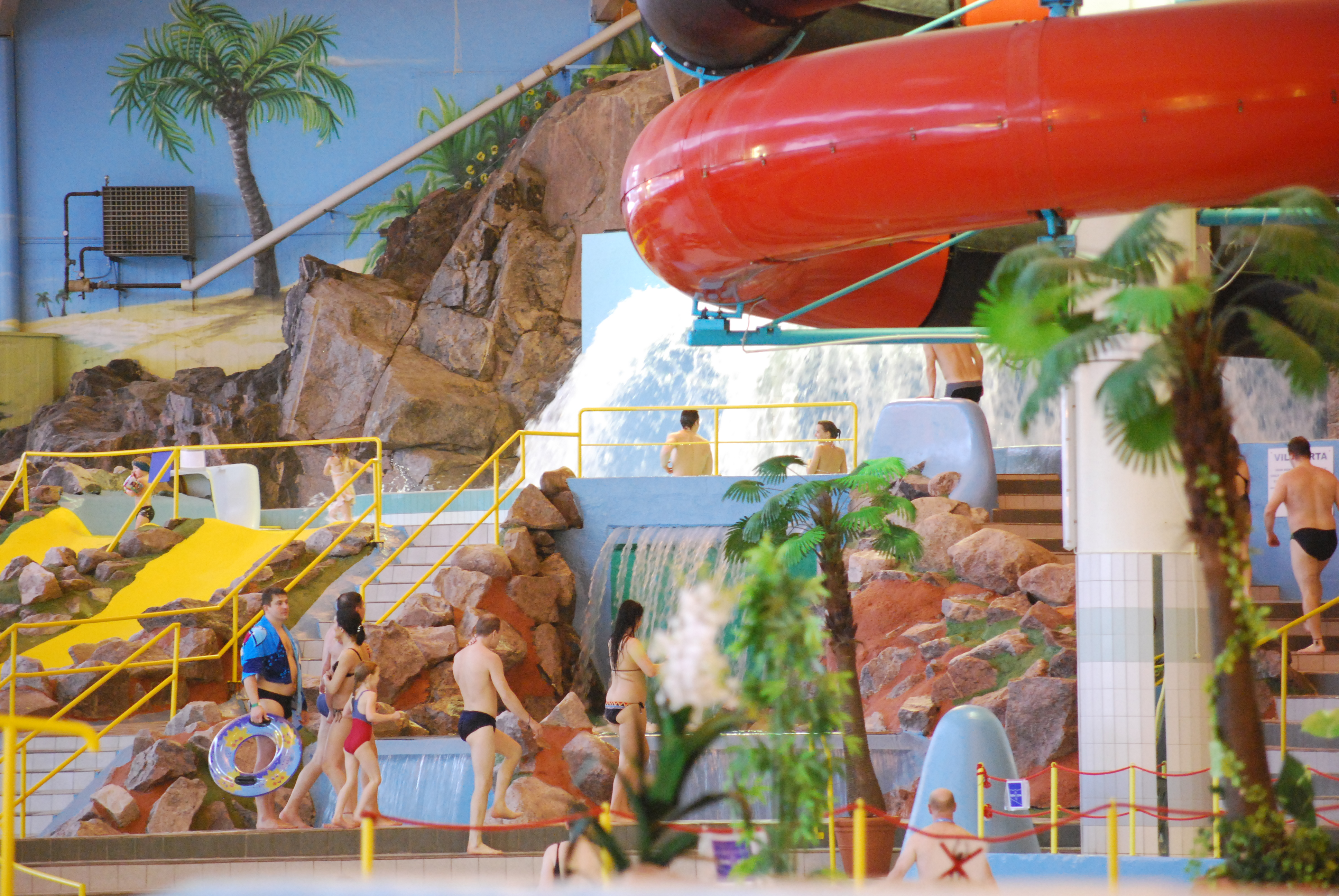
에스포 란후스의 세레나 워터파크
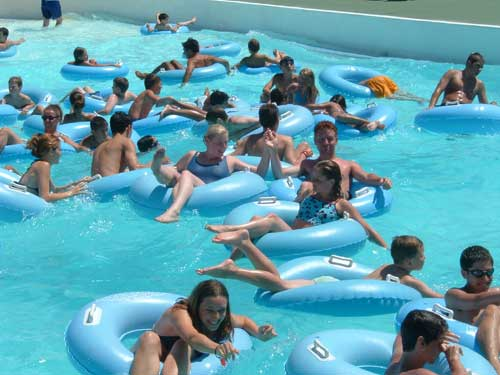
파도풀이 있는 워터파크
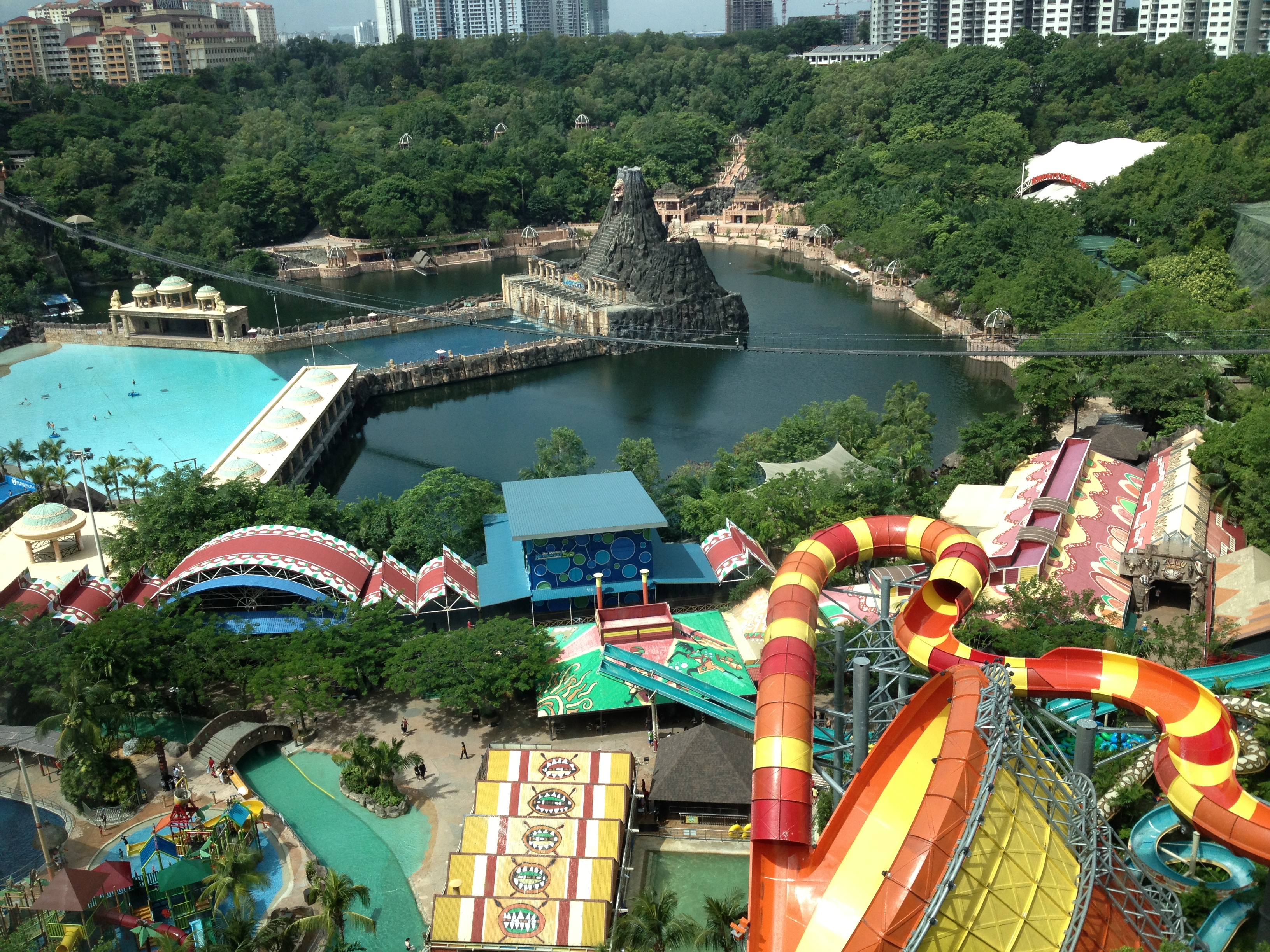
말레이시아 반다르 선웨이의 선웨이 라군 항공 사진
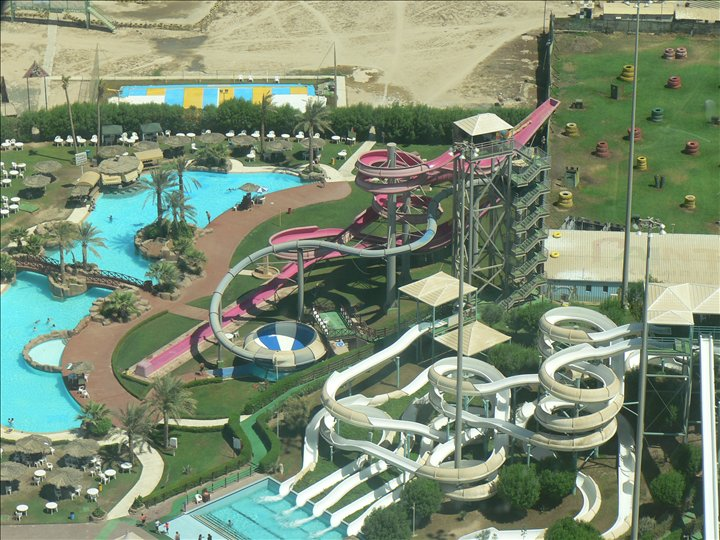
쿠웨이트시티의 아쿠아 파크, 워터 테마파크
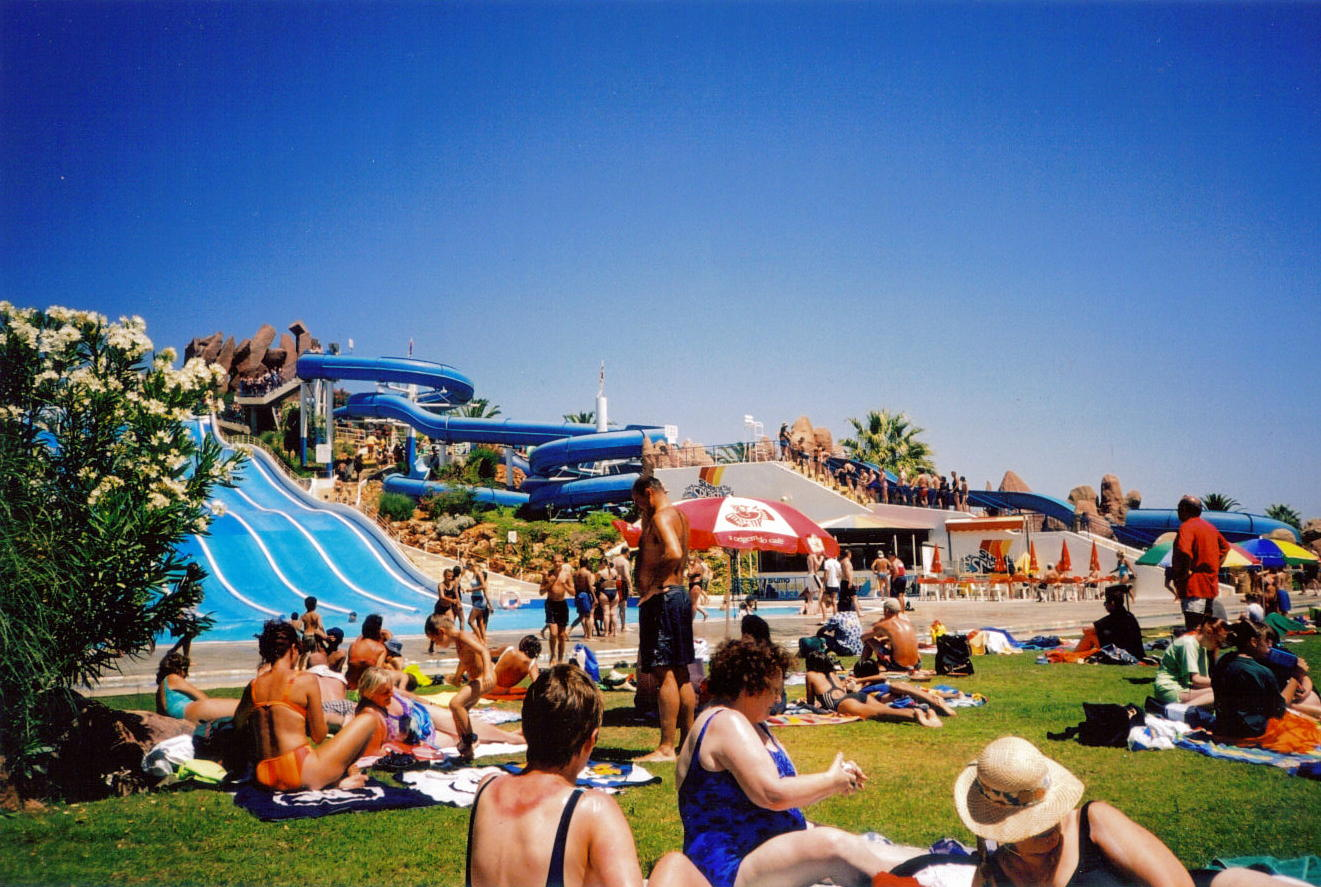
리마솔의 파수리 워터마니아 워터파크
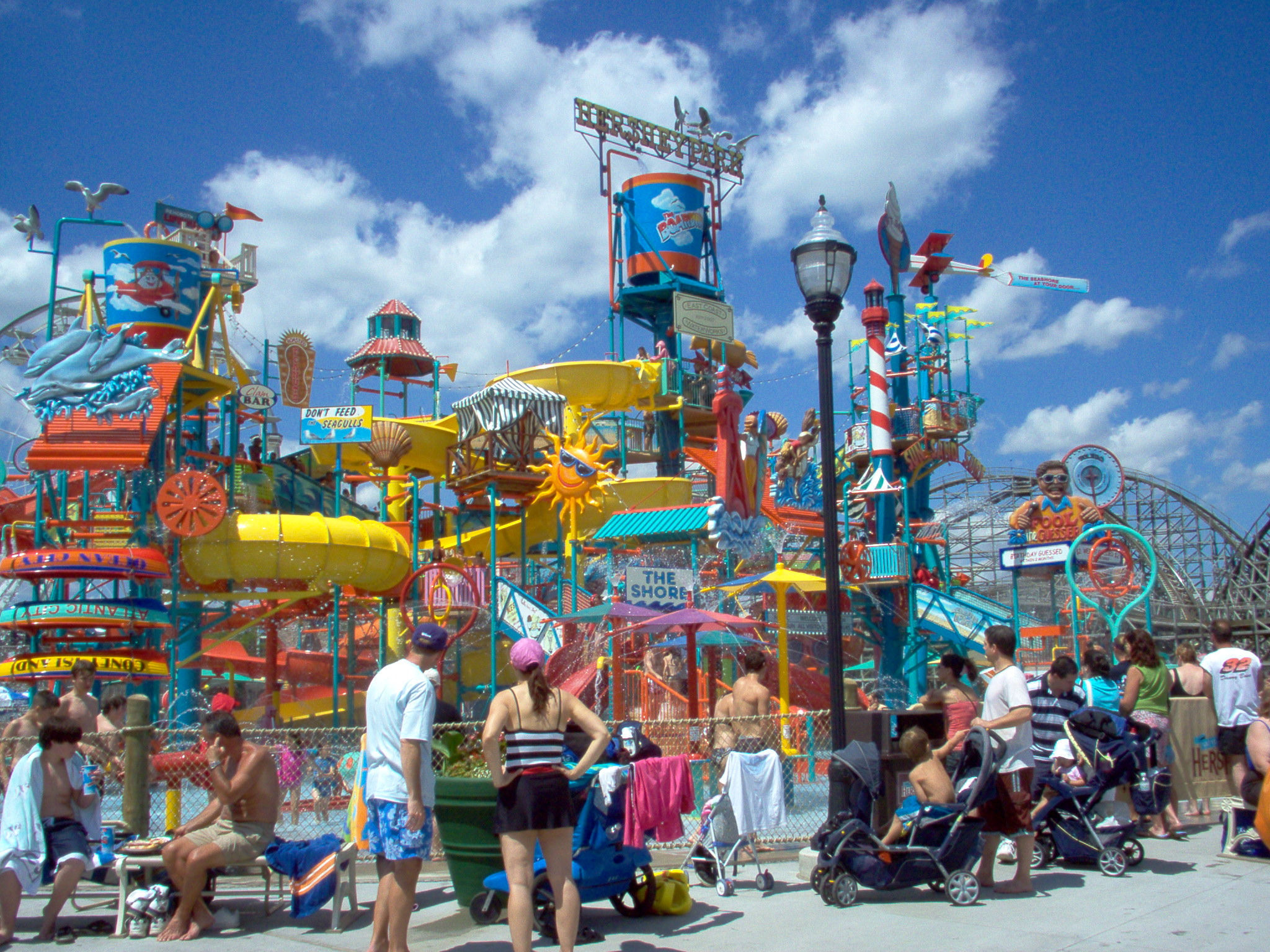
허시 허시파크의 보드워크, 미국
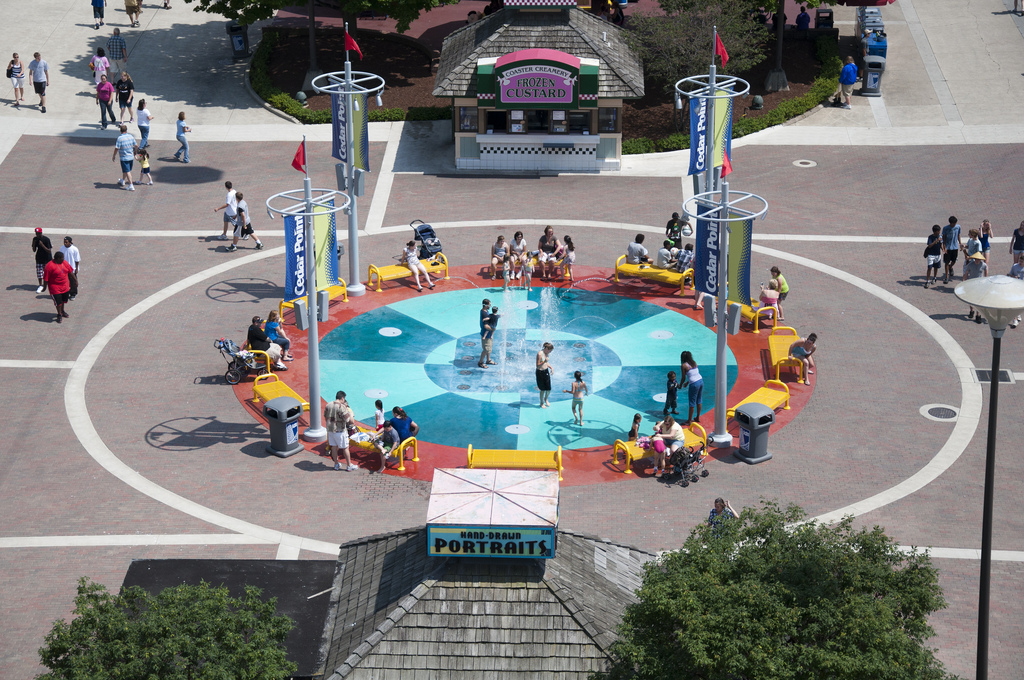
선더스키 시더 포인트의 스플래시 구역, 미국
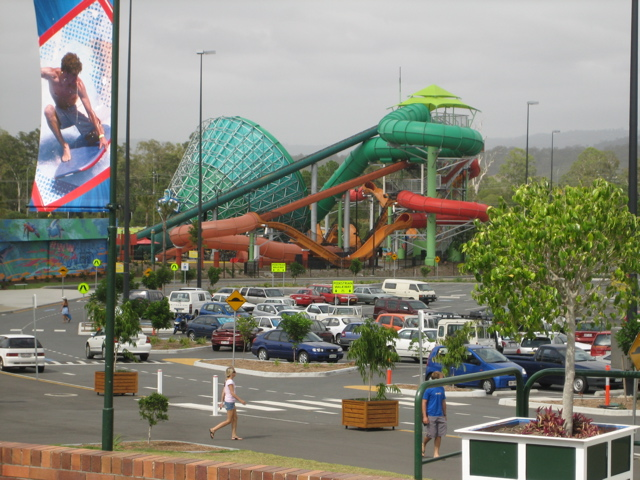
퀸즐랜드주 화이트워터 월드
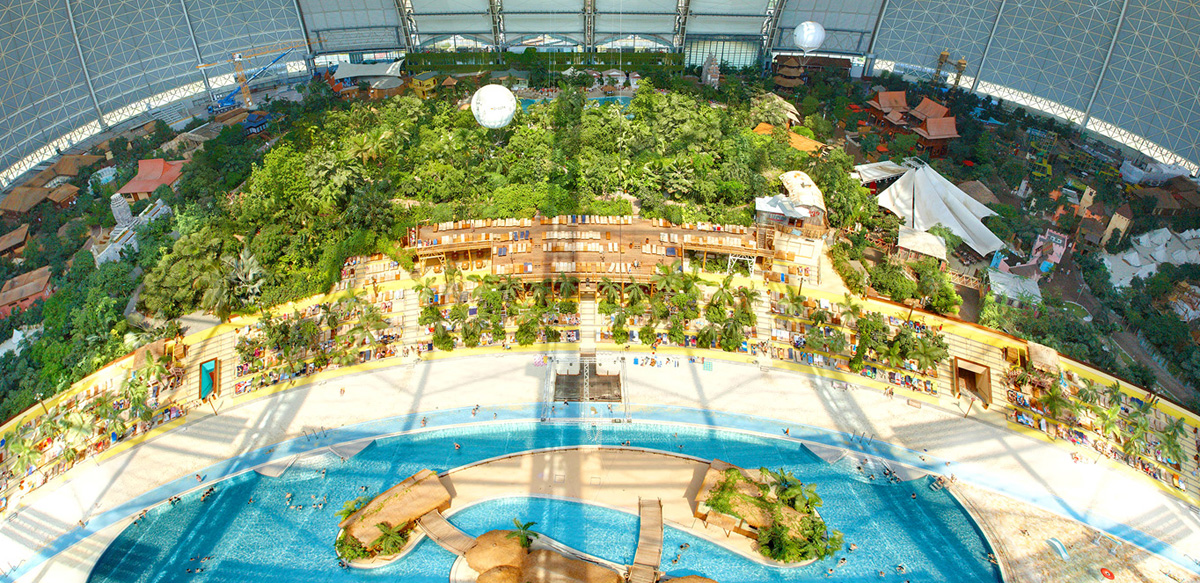
크라우스니크의 트로피컬 아일랜즈, 독일
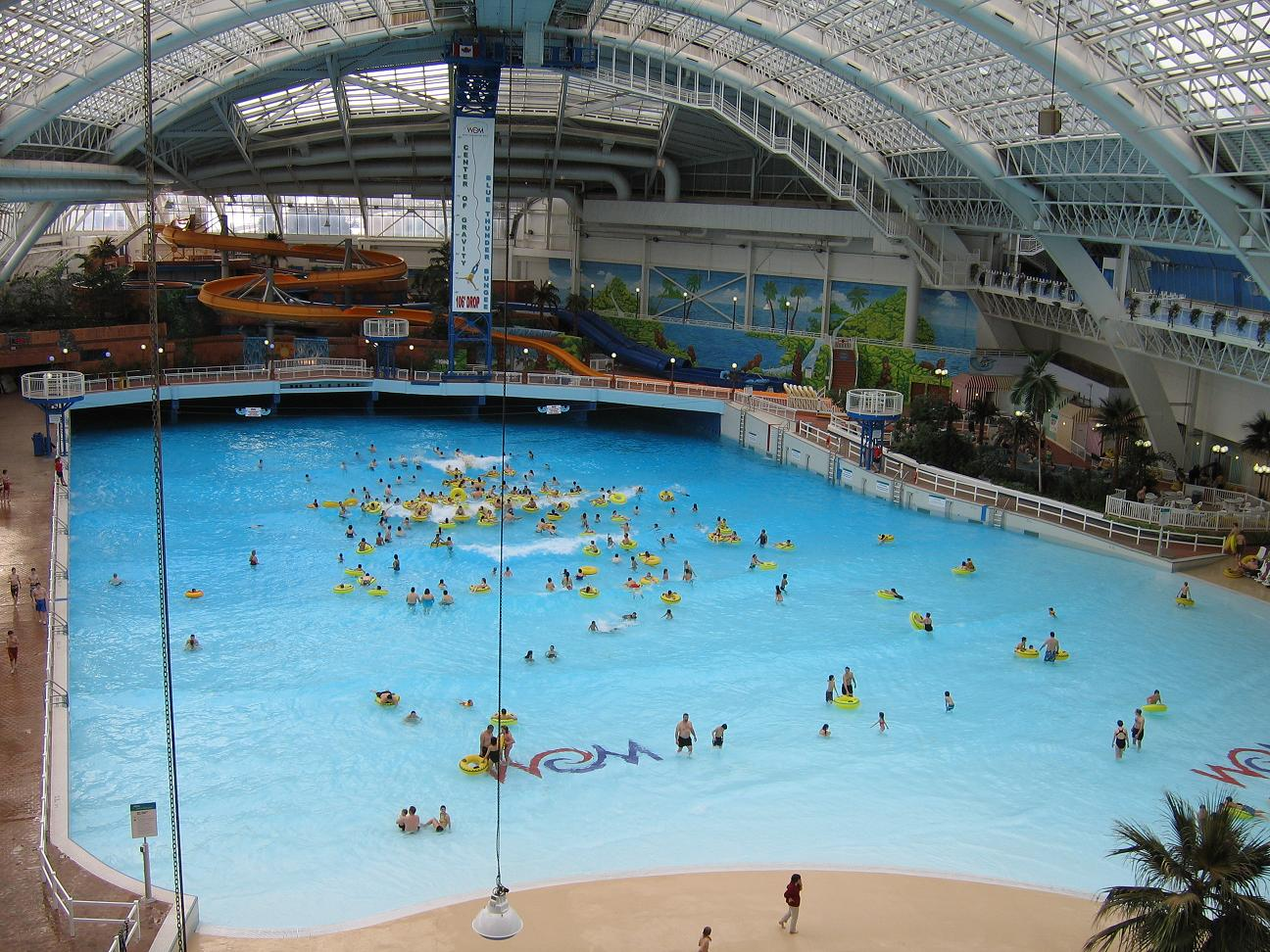
캐나다 앨버타주 에드먼턴의 월드 워터파크, 북아메리카에서 두 번째로 큰 실내 워터파크
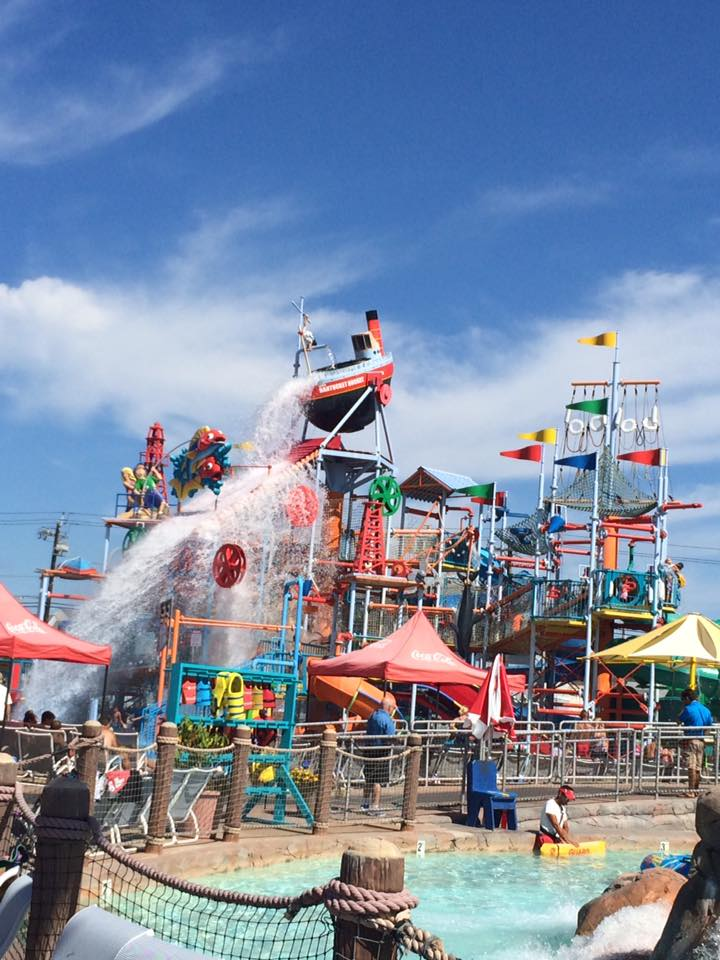
미국 시사이드 하이츠의 브레이크워터 비치 워터파크
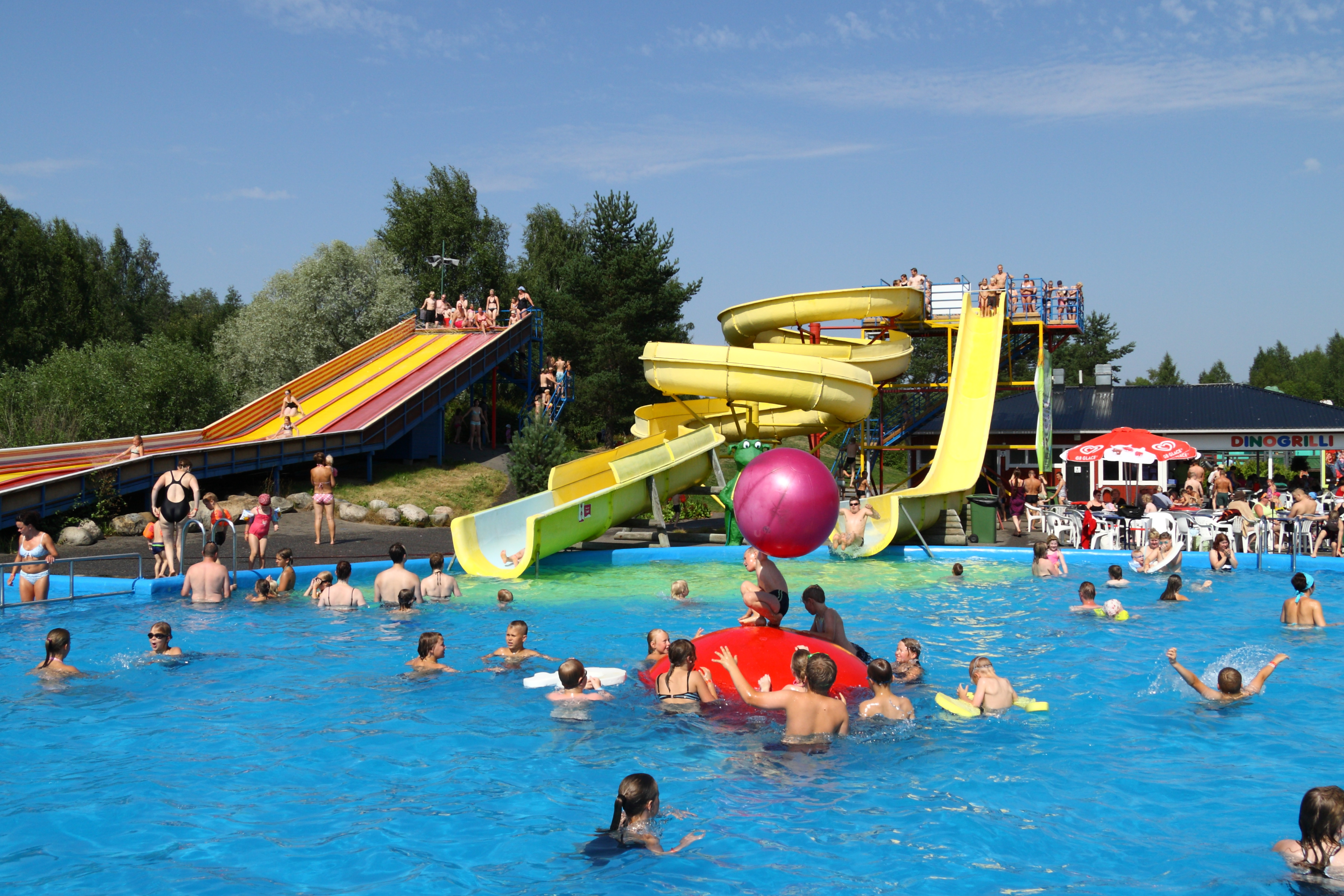
미켈리 비스울라흐티의 공룡 워터 슬라이드
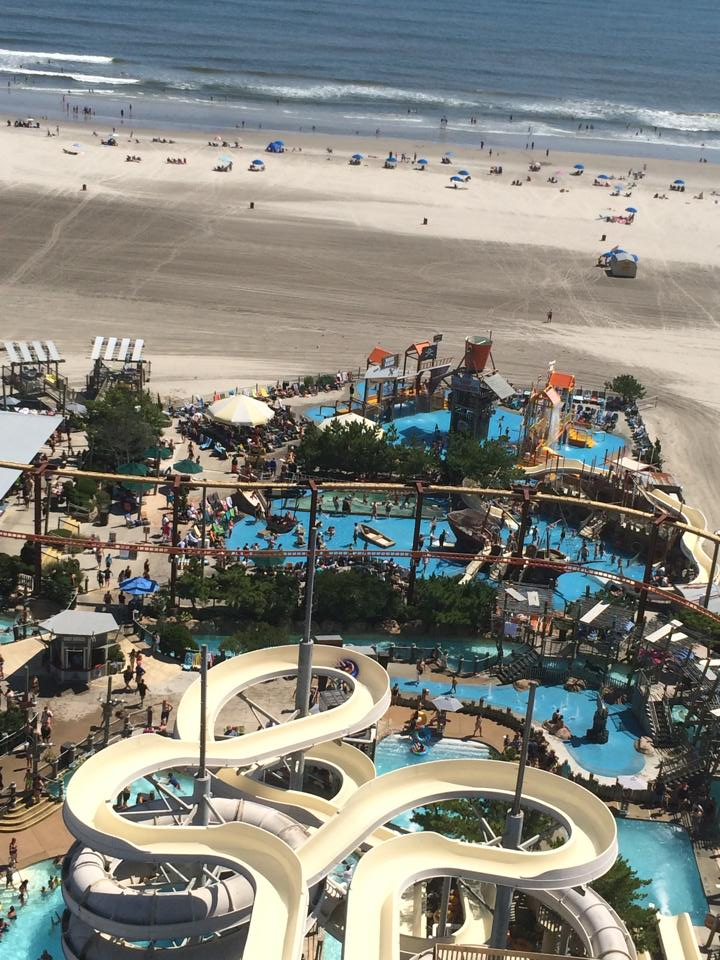
미국 와일드우드 모리의 부두의 레이징 워터스 워터파크 (대관람차에서 촬영)
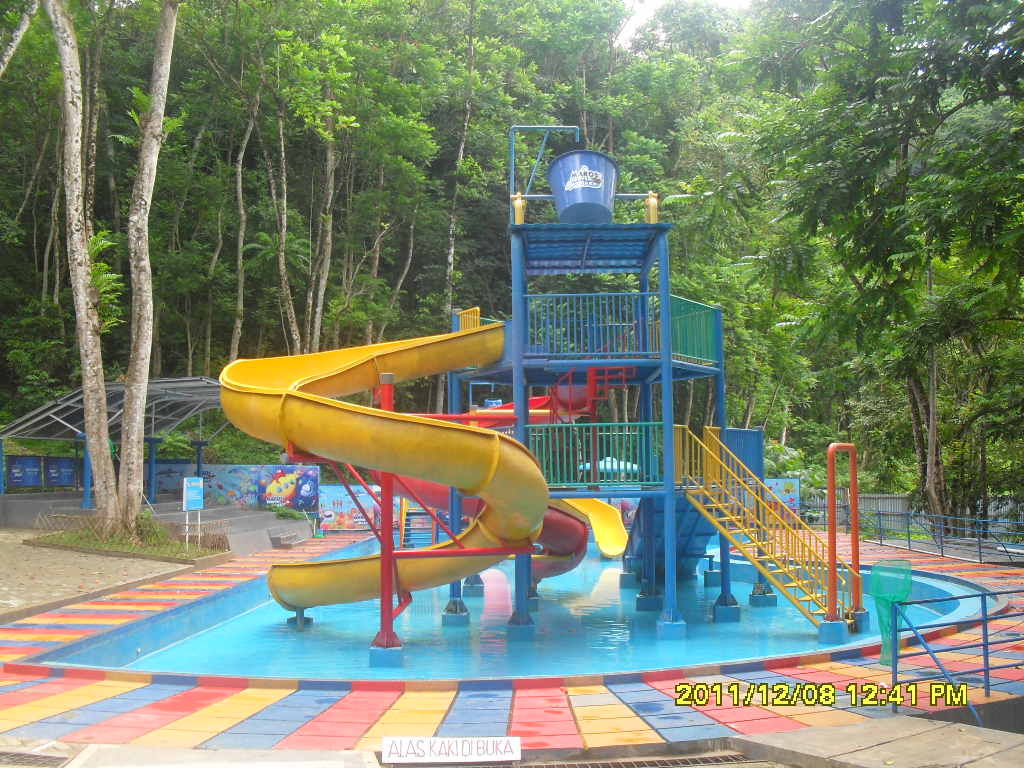
작은 워터파크
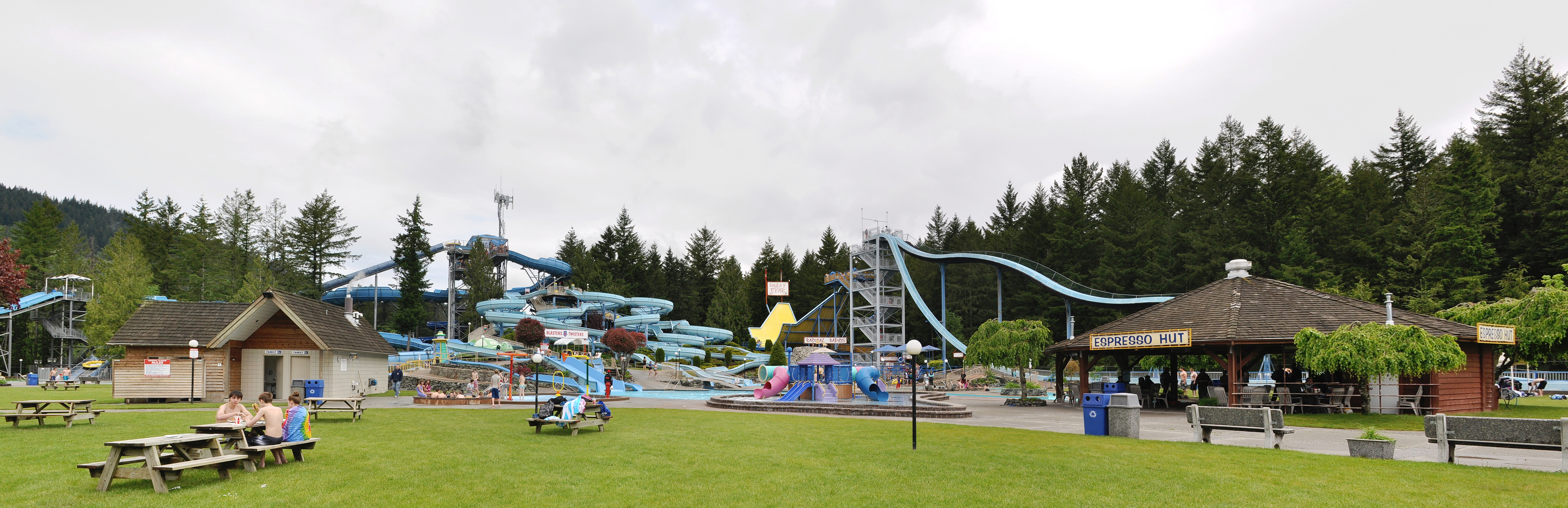
캐나다 컬터스 호수 컬터스 호수 워터파크의 전경
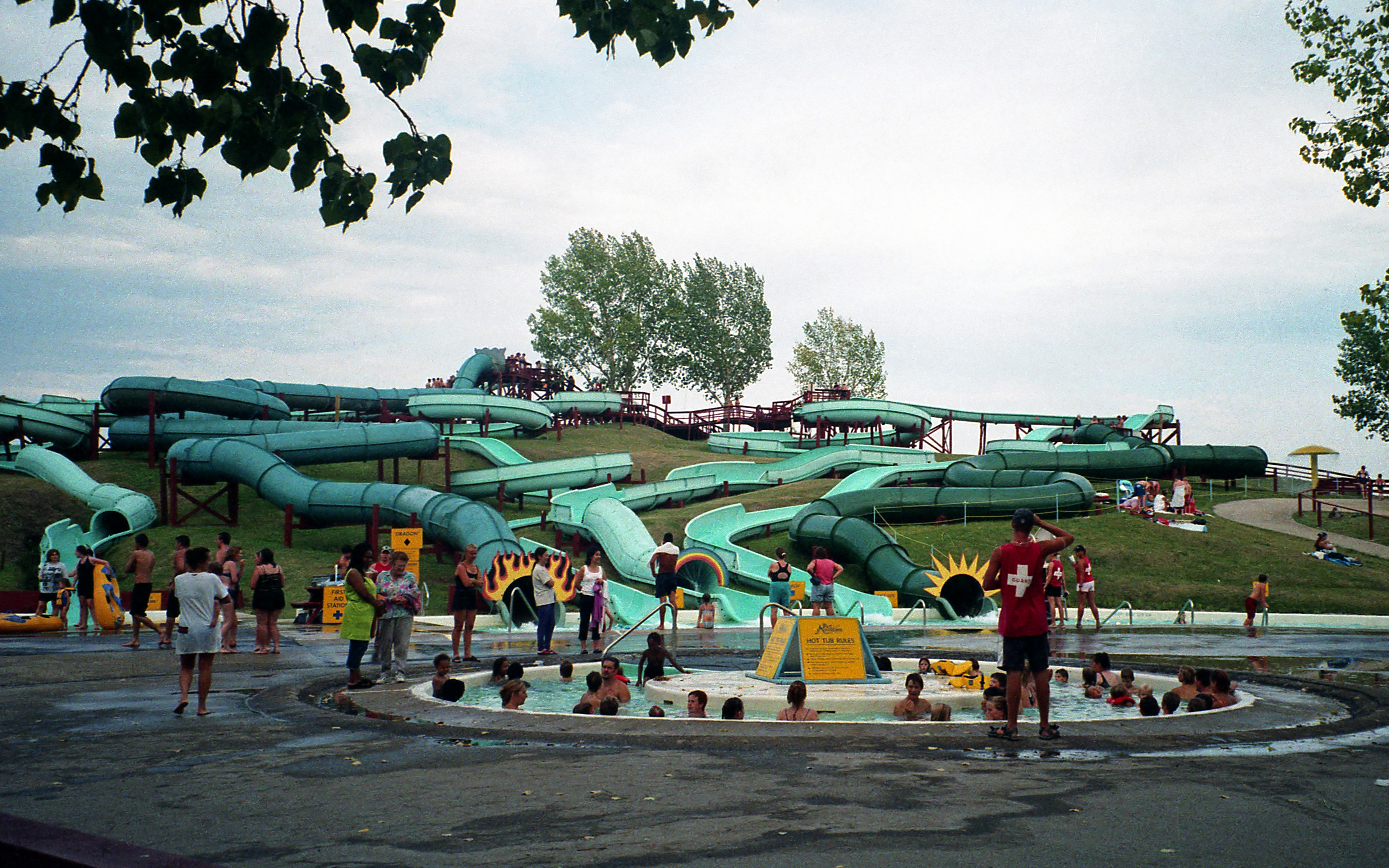
위니펙 매니토바주 캐나다의 펀 마운틴 워터파크

## 같이 보기
- 테마파크
- 놀이공원